# 希臘化時代的希臘
希臘化時代的希臘（英語：Hellenistic Greece）是指古希臘核心—希臘半島在希臘化的時期，起始點從前323年亞歷山大大帝逝世到前146年被羅馬併吞為止，儘管之後被羅馬占領，古希臘的文學、藝術、建築、文化甚至希臘化的社會和科學的連續性並未因此中斷，希臘文化本質上一直持續到基督教文化到來為止，但羅馬的統治標誌著古希臘城邦的終結，結束了希臘政治上的獨立性。
在希臘化時期，希臘本土在希臘語世界中的重要性急劇下降。這段期間，希臘化文明的中心分別轉移到托勒密王國的首都亞歷山卓和塞琉古帝國的安條克，而其他城市如帕加馬、以弗所、羅德島和塞琉西亞也相當重要，東地中海的城市文明提高是這段時期的特徵。

## 馬其頓的主宰地位
亞歷山大大帝征服行動的結果使希臘人的眼界大大擴展，從前五世紀、前四世紀以來希臘城邦間無止盡紛爭變得毫不重要，而許許多多的年輕人和充滿野心者紛紛移民到東方的希臘化王國，許多希臘人移民到亞歷山卓和安條克以及其他希臘化都市，甚至遠到希臘-巴克特里亞王國和印度-希臘王國，即今日的阿富汗和巴基斯坦，這場大規模移民直到前一世紀為止。
自從被馬其頓王國的腓力二世和亞歷山大擊敗，希臘各城邦認識到城邦政治不可能領導他們重獲霸權或地位，如果不把其他城邦統一起來或是組成聯盟，是不可能與強盛的馬其頓和繼業者國家抗衡的。儘管希臘人認為城邦自身政治的獨立性比政治統一更為重要，他們仍嘗試許多方法透過聯盟保持自身的獨立性。

### 繼業者戰爭

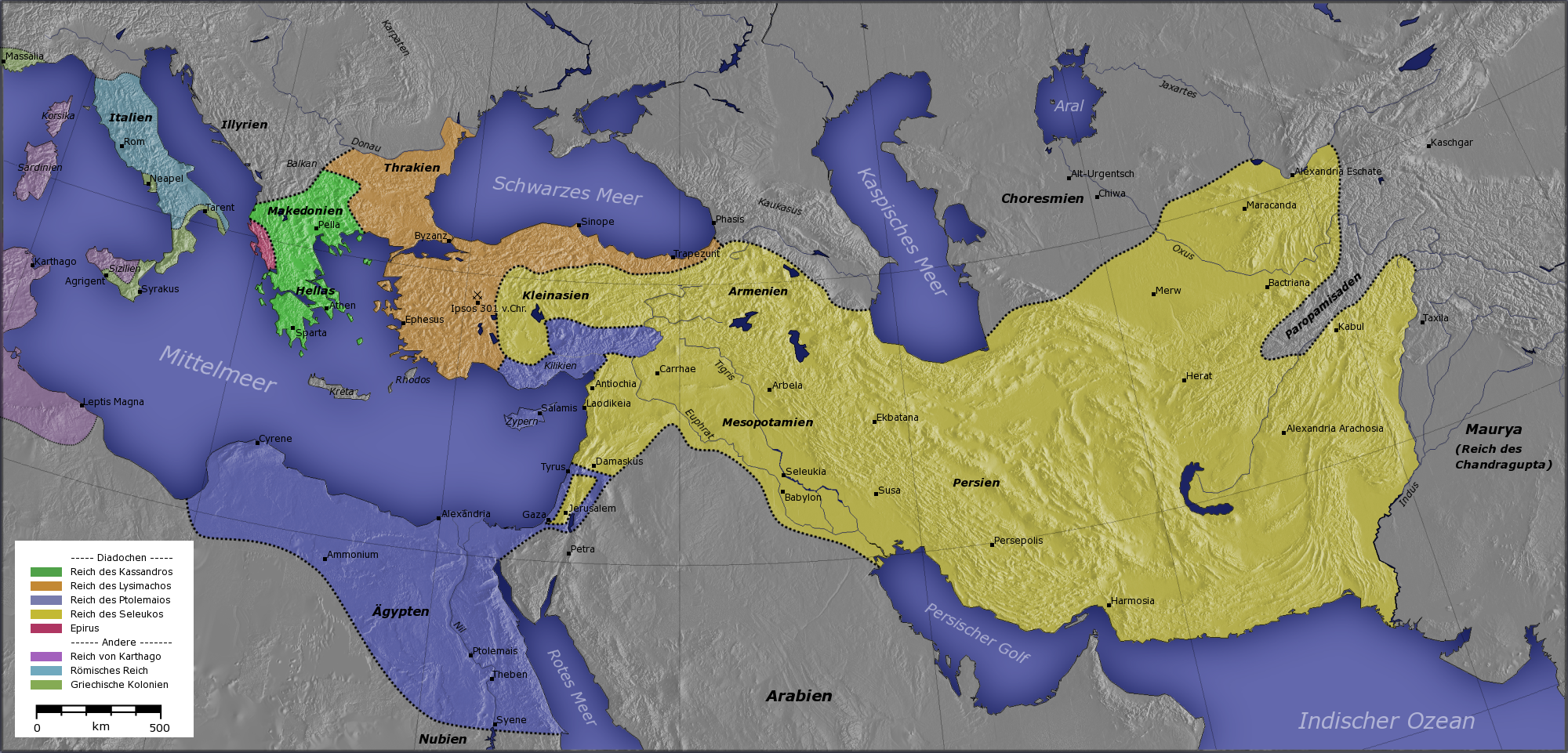
在亞洲、歐洲、非洲的希臘化王國
卡山德王國
利西馬科斯王國
托勒密王國
塞琉古帝國
其他
希臘城邦

亞歷山大逝世後，他的將軍們爆發一連串的權力鬥爭，使得亞歷山大帝國分裂並各自建立新的王國。馬其頓本土落入帝國攝政安提帕特的兒子卡山德手中，他後來又經數年戰爭中控制了希臘大部。卡山德是個積極的統治者，還建立了一個新的馬其頓城市塞薩洛尼基。
卡山德的主要對手是安納托利亞統治者安提柯，在第三次繼業者戰爭中安提柯承諾只要希臘城邦支持他，他將解放城邦，並歸還希臘人的自由和自治的政治權利，這讓卡山德在希臘本土的統治基礎動搖起來，引發希臘城邦對卡山德的反叛。前307年，安提柯的兒子德米特里一世占領雅典，並恢復雅典的民主制度。但在前301年，安提柯在伊普蘇斯戰役中被卡山德和其他繼業者同盟擊敗而戰死。
在前298年卡山德逝世後，德米特里一世捲土重來爭奪馬其頓王位，並控制希臘大部分。然而先前同盟的繼業者們再度組成同盟，並且擊敗德米特里，馬其頓的統治權因此掌握在色雷斯國王利西馬科斯手中，但希臘本土依舊在德米特里一世的兒子安提柯二世所控制。前281年，利西馬科斯在庫魯佩迪安戰役與塞琉古一世作戰中戰死，而塞琉古隨後遭到暗殺，馬其頓北方的凱爾特人趁機南侵並讓馬其頓陷入混亂之中。凱爾特人一路南侵至德爾斐，安提柯二世與其他希臘城邦聯盟合力抵抗凱爾特人，在前277年安提柯二世在利西馬其亞附近擊敗凱爾特人，並當上馬其頓國王。

### 安提柯二世

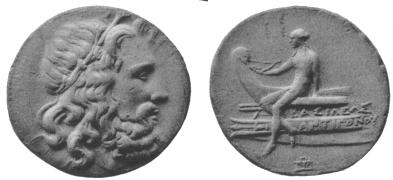
安提柯二世發行的錢幣

馬其頓國王安提柯二世先前為了抵抗凱爾特人與塞琉古帝國安條克一世結盟，之後在第二次敘利亞戰爭時一同對付埃及托勒密二世。在前267年，托勒密二世策動希臘城邦反抗安提柯，進而引發克里莫尼迪茲戰爭。希臘城邦在這場戰爭遭到挫敗，雅典再度失去獨立的地位和民主體制，而斯巴達的勢力也被侷限在伯羅奔尼撒，這場戰爭使雅典在希臘政治舞台上落幕，但雅典依舊在各希臘城邦中保持文化上的重要地位。前255年，安提柯二世在科斯島戰役擊敗埃及艦隊，之後，安提柯在逝世前占領除了羅德島以外的大部分愛琴海島嶼。
安提柯二世統治馬其頓直到前239年逝世，安提柯王朝持續統治馬其頓王國直到前146年被羅馬併吞為止。在安提柯二世統治期間，馬其頓斷斷續續統治希臘諸城邦，主要因其他希臘統治者，尤其是托勒密王國經常資助希臘的反馬其頓勢力，雅典、羅德島、帕加馬和其他希臘邦國保留實質上的獨立，埃托利亞更組成同盟來防禦馬其頓的入侵，而斯巴達一直獨立，但也不加入任何同盟。

### 克里昂米尼戰爭
差不多安提柯二世逝世同時，亞該亞同盟在西庫昂的阿拉圖斯領導下開始崛起，阿拉圖斯在同盟內的城邦建立民主制度，並幫助雅典擺脫馬其頓的統治，隨著安提柯二世兒子德米特里二世於前229年逝世，留下年幼兒子腓力五世，而安提柯三世當上攝政，之後安提柯三世直接登上國王位置。這個時候亞該亞同盟僅僅名義上從屬托勒密王國，但實質上保有獨立更控制大部分的希臘南部，而雅典決議在爭亂中保持中立。
斯巴達相當敵視亞該亞同盟，因而爆發了克里昂米尼戰爭。在前227年斯巴達國王克里昂米尼三世入侵亞該亞，儘管斯巴達多次打敗亞該亞同盟，但卻導致亞該亞同盟的領導人阿拉圖斯越來越傾向馬其頓，雙方最後結成同盟。前222年，亞該亞同盟和馬其頓國王安提柯三世的聯軍在塞拉西亞戰役中徹底打敗了斯巴達，結果讓斯巴達第一次遭到外來勢力的軍事占領。

## 腓力五世

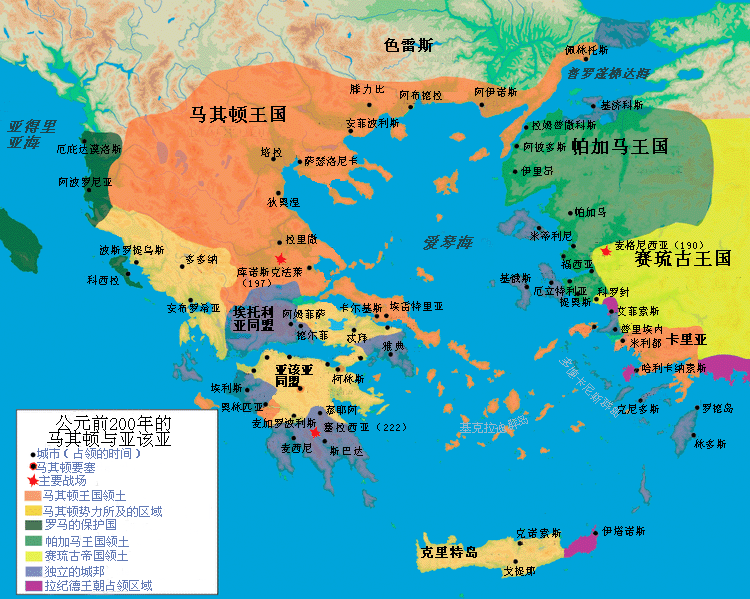
前200年希臘半島各勢力圖

當馬其頓國王安提柯三世在前221年逝世後，德米特里二世的兒子腓力五世登上王位，腓力五世是馬其頓後期君主的能力和條件中，最可能聯合希臘諸勢力與日益強大的羅馬抗衡並維持希臘自身的政權獨立的統治者，在當時的部分希臘人認為腓力五世是可以解決希臘內部長期紛爭的人選之一。前217年，在腓力五世努力下達成諾帕克特斯和約終結了馬其顿和埃托利亞同盟間的衝突，除了雅典、羅德島和帕加馬以外，馬其頓的勢力再度遍及全希腊。
然而前215年腓力與羅馬的敵人迦太基組成了聯盟，這使羅馬開始介入希臘本土事務，促使原先就只是名義上歸順腓力的亞該亞城市漸漸背離馬其頓，羅馬更與羅德島和小亞細亞的帕加馬王國結盟。前214年雙方爆發第一次馬其頓戰爭，但戰爭最後毫無結果地於前205年結束，不過馬其顿從此成為了羅馬的眼中釘，而羅馬的盟友羅德島在這時控制愛琴海諸島，因而爆發克里特戰爭。 
　　

### 第二次馬其頓戰爭
前202年羅馬擊敗迦太基也結束第二次布匿戰爭，可以把注意力集中到東方來，羅馬為了制止腓力五世擴張，開始干涉克里特戰爭和希臘內部的事務。前200年，羅馬並以腓力五世拒絕結束與羅馬盟友戰爭為由，向馬其頓宣戰，爆發第二次馬其頓戰爭，戰爭持續三年，腓力遭到希腊的盟友背棄，最終馬其頓在庫諾斯克法萊戰役被羅馬執政官提圖斯·昆克蒂烏斯·弗拉米寧和埃托利亞同盟聯軍擊敗，結束第二次馬其頓戰爭。像大多數羅馬所要求的和約那樣，馬其頓必須償還一個巨大的賠款，被迫把艦隊交給羅馬，更失去色雷斯和小亞細亞的領土，使馬其頓的疆界回到原先的邊界，也失去對希臘城邦的影響力，結果馬其頓的勢力遭到徹底粉碎，喪失地中海大國的地位。
對於希臘城邦而言，相當幸運的是羅馬執政官弗拉米寧是個希腊文化的仰慕者。在前196年的地峽運動會上，弗拉米寧宣告了所有的希腊城邦將獲得自由。然而羅馬人所承諾的自由只不過是一個假象，羅馬的軍隊仍舊駐紮在科林斯和哈爾基斯，而且除了羅德島以外，所有的希臘城邦都加入了一個羅馬控制的同盟，城邦的民主政体被親羅馬的貴族政治所取代。

## 羅馬在希臘世界的擴張

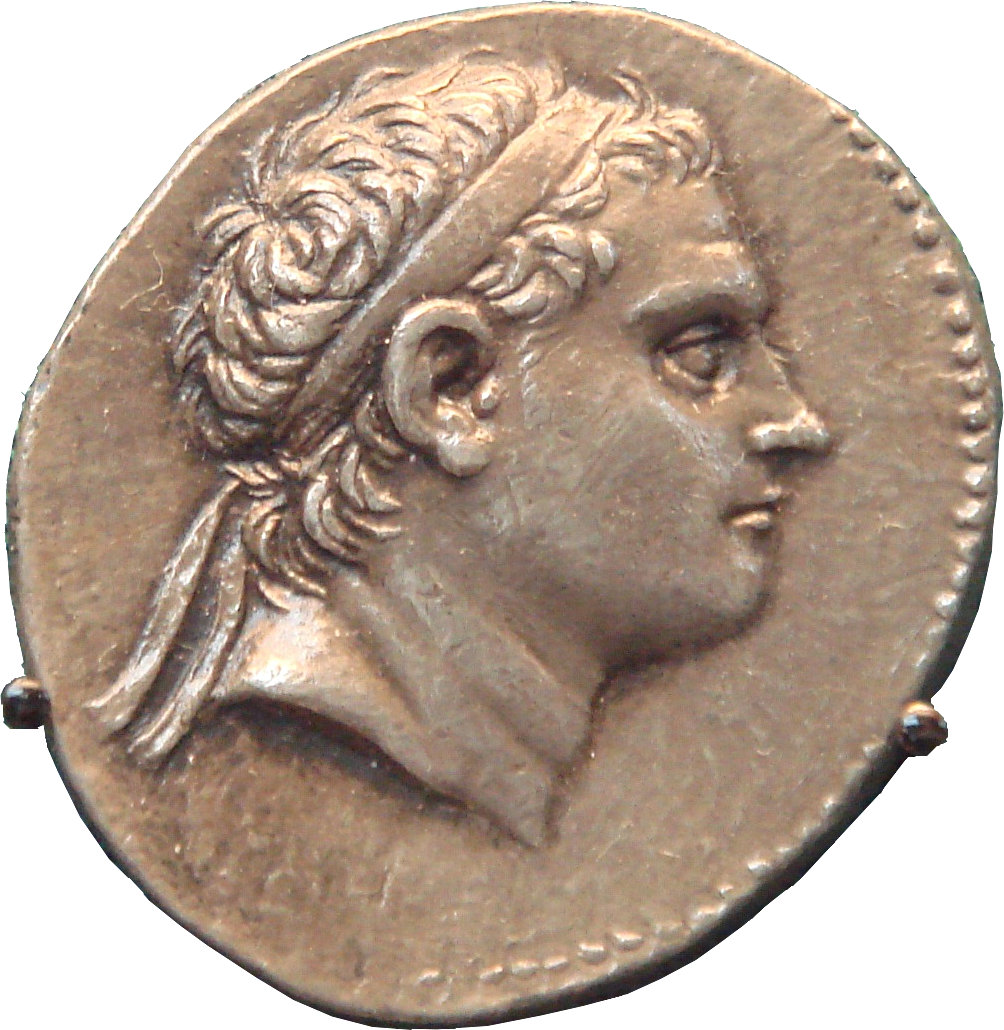
安條克三世的銀幣 (大英博物館)

第二次馬其頓戰爭結束不久，塞琉古帝國也開始與羅馬的利益衝突。塞琉古國王安條克三世在前203年時與馬其頓腓力五世結盟，協定瓜分埃及國王托勒密五世的領土。隨著在安條克三世在第五次敘利亞戰爭擊敗托勒密王國，逐步佔領托勒密在小亞細亞的領地，這必使安條克三世與羅馬兩個重要盟友羅德島和帕加馬發生衝突，而羅馬與塞琉古間關係越來越緊張，安條克三世還收留流亡的迦太基將軍漢尼拔。

### 羅馬-敘利亞戰爭
與此同時，之前在馬其頓戰爭時與羅馬一同對抗腓力五世的埃托利亞同盟，因不滿羅馬在希臘的勢力逐漸擴張，便向安條克三世遊說對抗羅馬。安條克便以把希臘從羅馬手上解放出來為藉口，開始入侵希臘，爆發羅馬-敘利亞戰爭（前192-前188年）。一些希臘城邦把安條克視為從羅馬手中解放出來的救世主，但馬其頓腓力五世這次選擇站在羅馬這一方。於前191年，羅馬執政官馬尼烏斯·阿基利烏斯·格拉布里奧在溫泉關戰役擊敗安條克三世，安條克被迫撤回小亞細亞。戰爭在這樣的發展下，羅馬軍隊第一次進軍亞洲，並在馬格尼西亞戰役中羅馬獲得決定性勝利，戰爭的結果使羅馬的勢力透過希臘一直延伸到東方，而羅馬軍隊之後也常駐希臘本土，與塞琉古簽訂阿帕米亞和約讓羅馬獲得全希臘的霸權。

### 馬其頓王國覆滅
在這之後羅馬更加干預希臘事務，只要希臘內部發生紛爭，不管任何一方都會向羅馬控告對方的不是。馬其頓王國雖然名義上是羅馬盟友，依舊維持獨立，但腓力五世於前197年逝世後，他的兒子珀爾修斯繼位國王。珀爾修斯就像前幾任馬其頓國王一樣，懷抱把希臘納入馬其頓統治下的遠大抱負，儘管此時馬其頓實力過於衰弱而難以達成，但羅馬的盟友帕加馬國王歐邁尼斯二世開始向羅馬勸說馬其頓是羅馬的潛在敵人。
最後羅馬被歐邁尼斯說服，在前171年向馬其頓宣戰，而馬其頓無力與龐大的羅馬大軍作戰，珀爾修斯也沒有能力把其他希臘勢力團結一致幫他抵抗羅馬，雖然起初羅馬將領指揮不當使這場戰爭拖了三年之久，但在前168年羅馬派遣執政官盧基烏斯·埃米利烏斯·保盧斯·馬其頓尼庫斯前往希臘後，於彼得那戰役中徹底擊敗了馬其頓軍隊，珀爾修斯成了囚徒被帶往羅馬結束了第三次馬其頓戰爭。戰後馬其頓王國滅亡並被分成四個附屬羅馬的共和國，先前在戰時曾經幫助馬其頓、或是有同情馬其頓遭遇的希臘城市都遭到懲罰，甚至連羅馬的盟友羅德島和帕加馬都失去獨立地位。

## 受羅馬支配
前149年，一位自稱珀爾修斯兒子的安德里斯庫斯在馬其頓發動對羅馬的叛亂，戰爭的結果讓馬其頓成為羅馬的馬其頓行省，馬其頓成為第一個遭受這種命運的希臘國家。之後羅馬向希臘本土最後一股較強的勢力亞該亞同盟下通牒，要求立即解散同盟。亞該亞人拒絕了，因為他們覺得與其接受不如戰死，羅馬因而向亞該亞同盟宣戰。雖然大多數希臘城市都支援亞該亞人，甚至為了爭取希臘獨立自由連奴隸都解放作戰。前146年，羅馬執政官盧西奧·穆米烏斯從馬其頓進軍並在科林斯戰役擊敗希臘聯軍，並把科林斯夷為平地。
在前146年，除了愛琴海的島嶼外整個希臘半島城邦成為羅馬的屬邦，除了雅典和斯巴達等少數城市外羅馬開始向希臘所有城市徵稅，城市還受本地親羅馬派的統治，被視為結束希臘政治上的獨立性。雖然一些希臘城市在米特里達梯戰爭試圖恢復獨立，但遭到羅馬嚴重的懲處，在之後的羅馬內戰中希臘本土也遭受到戰爭的波及，不過，羅馬的統治至少結束了城邦間長期戰爭，雅典、科林斯、塞薩洛尼基和帕特雷等城市在和平下經濟很快恢復了繁榮。

### 引用
1. ↑  Green, Peter. Alexander the Great and the Hellenistic Age. p163, 2007 Ed.
2. ↑  Green, Peter. . : 133.
3. ↑  J. Spielvogel, Jackson. . Thomson Wadsworth. 2005: 89–90  [2009-10-22]. ISBN 0534646034. （原始内容存档于2011-08-12）.
4. ↑  Nicholas Geoffrey Lemprière Hammond, Frank William Walbank.  A History of Macedonia: 336-167 B.C. Volume 3 , 1988.  ISBN 0198148151.  Appendix IV
5. ↑  普魯塔克, Life of Cleomenes, 7 （页面存档备份，存于）
6. ↑  William Smith, Dictionary of Greek and Roman Biography and Mythology, Cleomenes III 的存檔，存档日期2009-06-25.
7. ↑  Green, Peter. Alexander the Great and the Hellenistic Age. p89, 2007 Ed.
8. ↑  Green, Peter. Alexander the Great and the Hellenistic Age, p 102-103.
9. ↑  Green, Alexander to Actium: The Historical Evolution of the Hellenistic Age, 304
10. ↑  蒂托·李維, Ab urbe condita libri,34.49 （页面存档备份，存于）
11. ↑  阿庇安,Syriaca38  （页面存档备份，存于）